# Antonio Romero
Pour les articles homonymes, voir Romero.
Antonio Romero Martinez, né à Ronda (Espagne, province de Malaga) le 18 septembre 1763, mort à Grenade (Espagne) le 5 mai 1802, était un matador espagnol.

## Présentation
Plus jeune fils du matador Juan Romero, frère des matadors José Romero et Pedro Romero, il commence sa carrière en accompagnant ceux-ci comme banderillero. Il prend l’alternative à Madrid le 9 mai 1789. Le 5 mai 1802, il est tué dans les arènes de Grenade par le taureau « Ollero » de la ganadería du Marquis de Tous.